# Pernasidi
Pernasidi is een bestuurslaag in het regentschap Banyumas van de provincie Midden-Java, Indonesië. Pernasidi telt 5219 inwoners (volkstelling 2010).